# Mua nước tương
Mua nước tương (tiếng Trung: 打酱油 (đả tương du)) là một thuật ngữ mạng tại Trung Quốc, nghĩa đen của nó là ra cửa hàng mua nước tương.
Thuật ngữ này có hai cách dùng, một là theo nghĩa đen, "con nhà người ta đã đi mua nước tương được rồi", ý chỉ rằng đứa nhỏ đã lớn, đã có thể giúp đỡ việc vặt trong gia đình. Một cách dùng khác được sử dụng trên mạng internet, thể hiện sự không quan tâm đến một đề tài xã hội nào đó, mang hàm ý "tôi không liên quan tới chuyện này", tương đương với từ "người qua đường". Trong điện ảnh, diễn viên quần chúng cũng được gọi là "mua nước tương".